# Paul Grabowsky
Paul Atherstone Grabowsky (Lae (Papoea-Nieuw-Guinea), 27 september 1958) is een uit Papoea-Nieuw-Guinea afkomstige Australische jazzpianist en -componist.

## Biografie
Grabowsky is een pianist en componist van muziek voor film, theater en opera. Zijn vader Alistair woonde met zijn vrouw Charlotte in Papoea-Nieuw-Guinea en werkte sinds de jaren 1930 op booreilanden, bij de aanleg van wegen en vloog in vliegtuigen. Grabowsky beschreef zijn voorouders als mislukte Poolse aristocratie. Zijn oudere broer Michael had grote belangstelling voor de jonge componist en werkte later met Paul samen bij het coördineren en produceren van veel van zijn televisie- en filmmuziek in de jaren 1990.
Grabowsky groeide op in Glen Waverley, Melbourne, Australië, en begon met pianolessen op vijfjarige leeftijd. Hij studeerde van zevenjarige leeftijd tot aan zijn universitaire jaren het klassieke repertoire bij Mack Jost en was senior docent piano aan het Conservatorium van Muziek aan de Universiteit van Melbourne. Hij ging naar het Wesley College en het was de jazzband van die school, die hem in het genre introduceerde.

### Jaren 1980
Grabowsky, gefixeerd op de jazz, verliet in 1978 het conservatorium om een muzikale opleiding te volgen aan de Juilliard School in New York en ging vervolgens op grote schaal op reis in Europa. In 1980 werkte hij in het cabaret/comedy-circuit van Melbourne, waar hij zijn relatie met Steve Vizard en Robyn Archer begon. In 1980 vloog hij naar Londen, waar hij via Spanje naar Duitsland reisde. Hij woonde daar tot 1985 in München. Hij was voor Kerstmis 1982 terug in Australië, toen hij op uitnodiging van Red Symons zijn eerste filmscore, de eerste van vele, mede-componeerde. In Europa speelde hij met vele muzikanten, waaronder Chet Baker, Art Farmer en Johnny Griffin, maar ook met invloedrijke Europese artiesten. In 1983 vormde Grabowsky met Allan Browne en Gary Costello het Paul Grabowsky Trio. Het duo nam het album Six by Three op, dat in 1989 werd uitgebracht en het trio won een ARIA Music Award op de ARIA Music Awards van 1990.
Na zijn terugkeer in Australië in 1986 speelde hij in verschillende jazzensembles. Grabowsky produceerde het ARIA Award-winnende album It All Ends Up In Tears van Vince Jones. In 1987 vormde Grabowsky de Wizards of Oz met saxofonist Dale Barlow, bassist Lloyd Swanton en drummer Tony Buck. Wizards of Oz nam Soundtrack op en won de ARIA Award voor «Beste Jazz Album» op de ARIA Music Awards van 1989. In die tijd schreef hij ook de soundtrack voor de film The Last Days of Chez Nous en voor de televisieprogramma's Phoenix, Janus en Fast Forward.

### Jaren 1990
Grabowsky en de Groovematics waren de innovatieve huisband in de Seven Network tv-show Tonight Live met Steve Vizard van februari 1990 tot november 1993. Deze show was vijf avonden per week live. Grabowsky bleef ook soundtracks componeren voor speelfilms, waarvan er vele werden bekroond.
In 1990 kreeg hij de opdracht om verschillende stukken te schrijven voor de in München gevestigde jazz/hedendaagse-muziekgroep Die Konferenz. Eén groep was gebaseerd op liedjes van Édith Piaf (Et les Affaires Piaf), terwijl een tweede groep gebaseerd was op liedjes uit Duitse UFA-films uit de jaren 1920 tot 1940 (Es wird einmal ein Wunder). Met de steun van de artistiek directeur Richard Wherrett leidde dit tot de oprichting van het project Ringing the Bell Backwards op het Melbourne International Arts Festival en uiteindelijk tot het Australian Art Orchestra in 1994. Dat jaar schreef Grabowsky een pianoconcert voor Michael Kieran Harvey.
In 1995 maakte het Australian Art Orchestra een tournee door Europa en later in India in 1996. Grabowsky leidde het zomermuziekprogramma van het Victorian Arts Centre. Eind dat jaar kreeg hij de opdracht voor de 14-delige ABC tv-serie Access All Areas. Als opdrachtgever voor ABC Television Arts and Entertainment (1996-1998) gaf hij de opdracht voor de documentaireserie Long Way to the Top. Eind jaren 1990 concentreerde Grabowsky zich op het schrijven van muziek voor film en televisie: Molokai: The Story of Father Damien (1999) en Innocence (2000) van Paul Cox, Siam Sunset van John Polson, de NBC-miniserie Noah's Ark en de Britse productie Shiner. Northern Rivers Performing Arts (NORPA) gaf opdracht tot zijn eerste opera The Mercenary met een libretto van Janis Balodis.

### Jaren 2000
In 2000 kwam het project The Theft of Sita tot bloei. Het combineerde jazz elementen, Balinese gamelan muziek en poppenspel. Het stuk ging in première in Adelaide en heeft sindsdien wereldwijd getoerd. In dat jaar was Grabowsky ook betrokken bij het schrijven van muziek voor de openingsceremonies van de Olympische Zomerspelen 2000 en de Paralympische Zomerspelen 2000. Sindsdien heeft hij de opera Love in the Age of Therapy geschreven (libretto van Joanna Murray-Smith) in opdracht van het Melbourne Festival en Sydney Festival en de symfonie Streets of Hurqalya (26 juni 2002), in opdracht van het Melbourne Symphony Orchestra. Onder zijn recente filmmuziek bevinden zich Last Orders en It Runs in the Family van Fred Schepisis, The Eye Of The Storm, Empire Falls, The Diaries of Vaslav Nijinsky van Paul Cox en The Jungle Book 2 van Walt Disney. Van 2003 tot 2007 was Grabowsky commissaris bij de Australische filmcommissie. In 2004 werd hij betrokken bij het Remote Indigenous Music Program van de Charles Darwin University.
In 2004 bezocht Grabowsky de afgelegen gemeenschap Ngukurr in het Noordelijk Territorium om de traditionele zangmannen te ontmoeten. Hij ontmoette de plaatselijke Aboriginal elder en nadat hij twee Wagilak-zangers had gehoord, vroeg hij toestemming om zijn orkest mee te nemen op een terugkomend bezoek. Toen hij in 2005 terugkwam, bracht hij singer-songwriters Archie Roach en zijn vrouw Ruby Hunter mee, samen met tien leden van zijn Australian Art Orchestra. Na vijf dagen samen te hebben gewerkt, organiseerden de muzikanten een concert in de stad. De Europese muzikanten leerden over de manikay (lied cycli) en werden geleid om te experimenteren met hele nieuwe manieren van het verkennen van geluid.
Het resulterende project Crossing Roper Bar toerde door het Northern Territory, speelde in het Birrarung Marr park in Melbourne, de National Gallery of Victoria, Apollo Bay Music Festival en het Sydney Opera House. Toen de band naar Gulkula reisde om op het Garma Festival 2006 te spelen, stonden de Yolngu-songmannen uit de nabijgelegen regio's versteld, denkend dat die liedjes al lang geleden verloren waren gegaan. In 2010 werd het album Crossing Roper Bar uitgebracht.
In 2005 werd Grabowsky benoemd tot artistiek directeur van het Queensland Music Festival 2007. Zijn liederencyclus Before Time Could Change Us met tekst van Dorothy Porter en met Katie Noonan, werd in opdracht van het Queensland Music Festival uitgebracht in 2005 door de Warner Music Group. Het album piekte op #65 in de ARIA hitlijst en #3 in de ARIA jazzhitlijst. Hij nam het album Tales of Time and Space op met originele jazzcomposities, met Branford Marsalis (sopraansaxofoon), Joe Lovano (tenorsaxofoon), Scott Tinkler (trompet), Ed Schuller (bas) en Jeff 'Tain' Watts (drums). In 2007 werd hij benoemd tot inaugurele beschermheer van het project Sounds of Australia van het National Film and Sound Archive.
Op 4 januari 2008 werd Grabowsky door het prestigieuze Adelaide Festival of Arts benoemd tot artistiek directeur voor het festival van 2010, het jaar waarin het 50 jaar bestaat. Hij werd toen gevraagd om te blijven en het Adelaide Festival 2012 te leiden.

### Jaren 2010
In juni 2012 werd Grabowsky benoemd tot vice-kanselier van de School of Music aan de Monash University en in juli 2012 werd hij benoemd tot uitvoerend directeur podiumkunsten aan de Academy of Performing Arts, Monash University. In 2014 werd Grabowsky onderscheiden met de Orde van Australië voor diensten aan de muziek als docent, mentorcomponist en pianist. Hij won zijn 5e Aria Award in 2014 voor zijn sextetopname van de originele composities The Bitter Suite. In 2015/2016 schreef hij de muziek en liedjes voor het theaterwerk Last Man Standing, uitgevoerd door de Melbourne Theatre Company, met woorden en spel van Steve Vizard. De twee werkten opnieuw samen om het nieuwe muziektheaterwerk Banquet of Secrets te schrijven, uitgevoerd door het gezelschap Victorian Opera.

## Privéleven
Grabowsky is getrouwd met Margot Salomon en in 1991 werd hun eerste kind Isabella Grabowsky geboren. Hun zoon Guy Grabowsky werd geboren in 1995.

## Prijzen en nominaties
AIR Awards
De Australian Independent Record Awards (algemeen bekend als AIR Awards) is een jaarlijkse awards night om het succes van de Australische Independent Music sector te erkennen, te promoten en te vieren.
- AIR Awards of 2008 - Lost and Found (als Oehlers Grabowsky Keevers) - Best Independent Jazz Album (nominatie)
- AIR Awards of 2010 - On a Clear Day - Best Independent Jazz Album (nominatie)
- AIR Awards of 2014 - The Bitter Suite - Best Independent Jazz Album (gewonnen)
- AIR Awards of 2017 - Provanance (met Vince Jones) - Best Independent Jazz Album (nominatie)
- AIR Awards of 2020 - Tryst - Best Independent Jazz Album or EP (gewonnen)

APRA Awards
De APRA Awards zijn jaarlijkse prijzen om de uitmuntendheid in de hedendaagse muziek te vieren, die de vaardigheden van de aangesloten componisten, songwriters en uitgevers eren die uitmuntende successen hebben behaald in de verkoop en airplay prestaties. Ze begonnen in 1982. Paul Grabowsky heeft zeven prijzen gewonnen uit twintig nominaties.
- 1989:	Disappearing Shoreline - Most Performed Australasian Jazz Work (gewonnen)
- 1990:	Tonite I'm Alive with You - (met Yuri Worontschak)	Most Performed Australasian Jazz Work (gewonnen)
- 1993:	Phoenix (Series 2) - Television or Film Theme of the Year (gewonnen)
- 1993: Welcome to the World of Major Crime	- Jazz Composition of the Year (nominatie)
- 1996:	Mushrooms - Best Film Score (nominatie)
- 2000:	Siam Sunset - Best Film Score (nominatie)
- 2001:	Innocence - Best Film Score (nominatie)
- 2004:	Stars Apart (uitgevoerd door Allan Browne) - Most Performed Jazz Work of the Year (nominatie)
- 2005:	Art of War - Best Music for a Television Series or Serial (nominatie)
- 2006:	Silverland - Most Performed Jazz Work of the Year (nominatie)
- 2006: Unfolding Florence: The Many Lives of Florence Broadhurst - Best Music for a Documentary (gewonnen)
- 2009:	Raindrop - Jazz Work of the Year (nominatie)
- 2013:	Falling (met Gabriella Smart) - Instrumental Work of the Year (nominatie)
- 2014:	Tall Tales (uitgevoerd door Monash Art Ensemble) - Jazz Work of the Year (gewonnen)
- 2015: Love Like a Curse (uitgevoerd door Monash Art Ensemble) - Jazz Work of the Year (nominatie)
- 2015: The Nightingale and the Rose (met Genevieve Lacey en Flinders Quartet) - Instrumental Work of the Year (nominatie)
- 2016: Nyilipidgi (met Young Wägilak Group) - Jazz Work of the Year (gewonnen)
- 2016: Spiel (met Niko Schäuble) - Jazz Work of the Year (nominatie)
- 2017:	Moons of Jupiter - Jazz Work of the Year (nominatie)
- 2018:	Comeclose and Sleepnow: Six Liverpool Love Songs (met The Monash Art Ensemble en Gian Slater) - Vocal / Choral Work of the Year (nominatie)

ARIA Awards
De ARIA Music Awards zijn jaarlijkse prijzen, waarmee uitmuntendheid, innovatie en prestaties in alle genres van de Australische muziek worden erkend. Ze begonnen in 1987. Paul Grabowsky heeft zeven prijzen gewonnen uit achttien nominaties. (één in afwachting van)
- 1989:	Wizard Of Oz (als Wizards of Oz) - Best Jazz Album (gewonnen)
- 1990:	Six by Three (als Paul Grabowsky Trio) - Best Jazz Album (gewonnen)
- 1991:	The Moon & You - Best Jazz Album (nominatie)
- 1993:	Tee Vee - Best Jazz Album (nominatie)
- 1993: The Last Days of Chez Nous - Best Original Soundtrack (nominatie)
- 1996:	When Words Fail (als Paul Grabowsky Trio) -	Best Jazz Album (gewonnen)
- 1998:	Angel (als Paul Grabowsky Trio met Shelley Scown) - Best Jazz Album (nominatie)
- 2000:	Siam Sunset	- Best Original Soundtrack (nominatie)
- 2001:	Three (a.k.a. PG3) (als Paul Grabowsky Trio) - Best Jazz Album (nominatie)
- 2004:	Tales of Time and Space - Best Jazz Album (nominatie)
- 2005:	Before Time Could Change Us (met Katie Noonan) - Best Jazz Album (gewonnen)
- 2006:	Always (met Bernie McGann) - Best Jazz Album (nominatie)
- 2014:	The Bitter Suite - Best Jazz Album (gewonnen)
- 2015:	Solo - Best Jazz Album (nominatie)
- 2016:	Provenance (met Vince Jones) - Best Jazz Album (gewonnen)
- 2016: Nyilipidgi (met Monash Art Ensemble, Daniel Ngukurr Boy Wilfred & David Yipininy Wilfred) -	Best World Music Album (nominatie)
- 2019:	Tryst (met Kate Ceberano)	Best Jazz Album (gewonnen)
- 2020:	Please Leave Your Light On (met Paul Kelly)	Best Jazz Album	(In afwachting van)

Andere Awards
- 1988 & 1989: Rolling Stone Magazine (Australië) Jazz Artist of the Year
- 1989: AFI nominatie (Best Original Music Score) voor Georgia
- 1991: AFI nominatie (Best Music Score) voor A Woman's Tale
- 1992: AFI nominatie (Best Music Score) voor The Last Days of Chez Nous
- 1994: AFI nominatie (Best Original Music Score) voor Exile
- 1995: AFI Award (Open Craft Award) voor The Good Looker
- 1999: Australian Guild of Screen Composers nominatie voor de film Siam Sunset
- 2000: The Age Award (Best Production) voor The Theft of Sita
- 2001: Sidney Myer Performing Artist of the Year Award
- 2001: Helpmann Award (Best Original Score) voor The Theft of Sita
- 2003: World Soundtrack Academy nominatie voor The Jungle Book 2
- 2004: AFI (Open Craft Award) nominatie voor Jessica
- 2006: AFI nominatie voor Unfolding Florence: The Many Lives of Florence Broadhurst
- 2006: Bell Award Australian Jazz Artist of The Year
- 2007: Melbourne Prize voor Music[14]

## Discografie
- 1990: The Moon + You
- 1990: The Zurich Sessions (met Sunk Poeschl en Peter Bockius) (cd/lp, WEA)
- 1992: Tee Vee (cd, EastWest)
- 1992: The Last Days of Chez Nous (soundtrack) (cd/cassette)
- 1993: Phoenix (soundtrack) (cd, ABC Music, Phonogram)
- 1993: Viva Viva (cd, EastWest, Warner Music)
- 1997: Keep Up Your Standards (met Robyn Archer) (cd, Larrikin Records)
- 1999: Passion (met het Australian Art Orchestra) (cd, ABC Classics)
- 1999: Noah's Ark (soundtrack) (cd, Varèse Sarabande)
- 1999: Siam Sunset (soundtrack) (cd, Mana Music)
- 2000: Shiner (soundtrack) (cd, Decca)
- 2002: Last Orders (soundtrack) (cd, Colosseum)
- 2004: Big Adventure (met Philip Rex en Niko Schauble) (cd/download, ABC Jazz)
- 2004: Tales Of Time And Space (cd/download, ABC Jazz)
- 2005: Ruby (met Archie Roach, Ruby Hunter en Australian Art) (cd/download, Australian Art Orchestra)
- 2005: Before Time Could Change Us (met Katie Noonan) (cd/download, Australian Art Orchestra)
- 2005: Hush Collection (Volume 3: Paul Grabowsky) (cd, Hush Music Foundation)
- 2006: Always (met Bernie McGann) (cd/dd, ABC Jazz)
- 2007: Hush Collection (Volume 7: Ten Healing Songs van Paul Grabowsky) (cd, Hush Music Foundation)
- 2007: Lost and Found (met Jamie Oehlers en David Beck) (cd, Jazzhead)
- 2010: On a Clear Day (met Jamie Oehlers) (cd/dd, Jamie Oehlers, Paul Grabowsky)
- 2014: The Bitter Suite (als Paul Grabowsky Sextet) (cd/dd, ABC Jazz)
- 2014: Solo (cd/dd, ABC Jazz)
- 2015: Words and Pictures (Soundtrack) (cd/dd, Lakeshore Records)
- 2015: Spiel (met Nikolaus Schäuble) (cd/dd, Paul Grabowsky and Nico Schäuble)
- 2015: Provenance (met Vince Jones) (cd/dd, ABC Jazz)
- 2016: Nyilipidgi (met Daniel Ngukurr Boy Wilfred, David Yipininy Wilfred en Monash Art Ensemble) (cd/dd, ABC Jazz)
- 2017: Shift (met Rob Burke, George Lewis en Mark Helias) (cd/dd, Future Music Records)
- 2017: Torrio! (met Mirko Guerrini, Niko Schäuble) (dd, Encore Jazz)
- 2018: Moons of Jupiter (met Scott Tinkler, Erkki Veltheim en Peter Knight) (dd, Besant Hall Records)
- 2019: Tryst (met Kate Ceberano) (cd/dd/streaming, ABC/Universal Music Australia)
- 2020: Please Leave Your Light On (met Paul Kelly) (cd/dd/straming/lp, EMI Music)

- Biblioteca Nacional de España: XX5127646
- Bibliothèque nationale de France: cb14182793s (data)
- Gemeinsame Normdatei: 134882016
- International Standard Name Identifier: 0000 0000 5517 2505
- Library of Congress Control Number: no98011970
- MusicBrainz: 184cadc1-d460-44ee-a73f-6d859892701c
- Nationale Bibliotheek van Israël: 987007423958205171
- SNAC: w6xw808s
- Virtual International Authority File: 34667484
- WorldCat: E39PBJpdVTX8gYrjT4Cr6Pq84q